# Lai breton

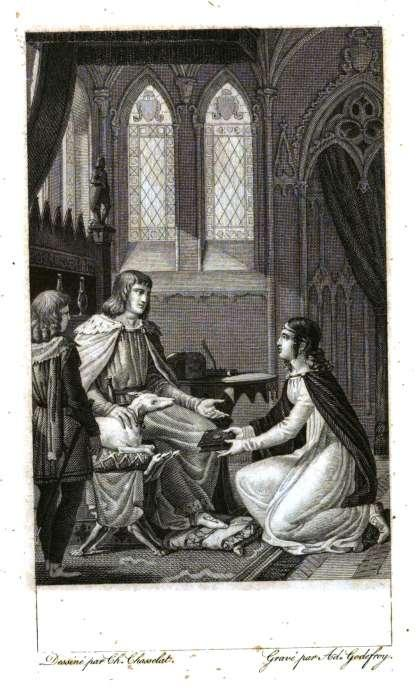
Marie de France présentant ses lais au roi d'Angleterre Henri II Plantagenêt.

Le lai breton est une forme de poésie apparue au XIIe siècle et qui désigne un genre de récit narratif, dénommé lai, ancêtre du fabliau, et de style lyrique. Le lai breton est un genre littéraire écrit d'abord en vieux français, puis dès la fin du XIIe siècle et au cours du XIIIe siècle essentiellement en langue anglo-normande. Jack Zipes indique dans The Oxford Companion to Fairy Tales que le mot lai dériverait du mot irlandais laid (chant). 

## Présentation
Le lai breton est né à partir de vieilles légendes et contes de la « matière de Bretagne », qui associe, dans des récits courts de 600 à 1000 lignes, l'épopée chevaleresque et l'amour courtois vécus en Bretagne insulaire mais également en Petite Bretagne. Ces récits médiévaux se sont développés après la conquête normande de l'Angleterre.
Le lai breton est présent dans le cycle arthurien. Il représente la tradition celtique, par opposition à la tradition carolingienne de la matière de France et aux traditions latines et antiques de la matière de Rome. Jack Zipes écrit dans The Oxford Companion to Fairy Tales que les légendes arthuriennes ont pu être amenées du Pays de Galles, de Cornouailles et d'Irlande en Bretagne armoricaine, où les chants étaient transmis par des harpistes, des ménestrels et des conteurs.
Cependant, tous les lais, dits bretons, ne relèvent pas exclusivement de la tradition celtique. Le lai breton peut désigner également des légendes non celtiques comme le Lai du Fresne ou encore le Lai des Deux Amants.
« Il n'est pas de bons harpistes qui ne connaissent le lai de Doon. Je veux donc vous conter ce fameux lai. Cela se passa, à mon avis près de Daneborc, dans le nord. Là bas vivait une demoiselle merveilleusement belle et courtoise. Le royaume était son héritage, il n'y avait pas d'autre seigneur.» 
Nouvelles fantastiques et chevaleresques de la cour de Bretagne, le lai de Doon, éditions Paleo.

## Historique

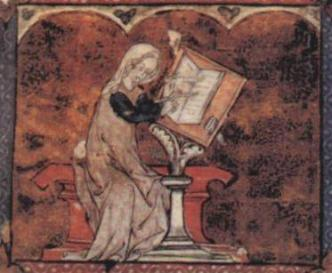
Marie de France.

Les plus anciens lais bretons connus sont les douze lais traduits par Marie de France, probablement dans les années 1170. Marie de France vécut sans doute proche de la cour d’Henri II Plantagenêt et d’Aliénor d’Aquitaine. 
Aucune des hypothèses formées au sujet de son identité n'est réellement plausible. Elle traduisit aussi des fables qui connurent un grand succès. 
Chrétien de Troyes fut influencé à ses débuts par les lais bretons et la légende arthurienne quand il composa ses romans courtois avant d'évoluer vers la chanson de geste en langue d'oïl.

## Classification

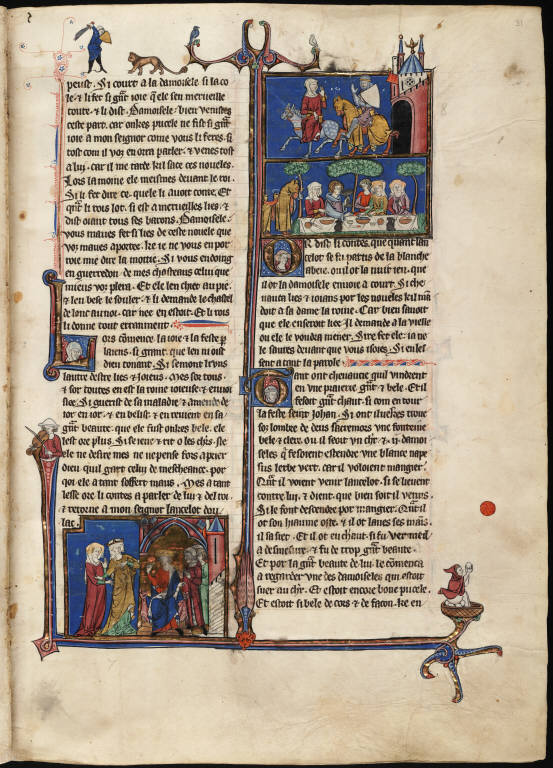
Enluminures d'un ouvrage médiéval des récits arthuriens.

On distingue deux groupes principaux de lais bretons :
- Les Lais de Marie de France, douze lais reconnus généralement comme ceux écrits par Marie de France : (Bisclavret, Guigemar, Equitan, Lanval, Le Fresne, Les Deus Amanz, Yonec, Laüstic, Milun, Chaitivel, Chevrefoil, Eliduc) ;
- Les lais bretons anonymes eux-mêmes classés en sous groupes :
  - Les lais bretons anonymes : (Desiré, Graelent, Guingamor, Doon, Mélion, Epine, Tydorel et Tyolet) ;
  - Les lais bretons didactiques : (le lai de l’oiselet, Trot, Conseil, Ombre et Ignaure) ;
  - Les lais bretons de genre fabliau : (Espervier, Aristote, Cor, Mantel et Nabaret) ;
  - Les lais bretons parodiques : (Haveloc et Lecheor).

## Personnages
Cette littérature médiévale développa le mythe de la fée et donna naissance, dans les récits littéraires médiévaux des lais, aux fées, telles que Morgane, Viviane, et Mélusine.

### Sources
- Nouvelles fantastiques et chevaleresques de la cour de Bretagne, présentées et traduites par Nathalie Desgrugilliers, éditions Paleo, coll. Accès direct  (ISBN 978-2-84909-653-6)